# Lake George (Film)
Lake George ist ein Thriller von Jeffrey Reiner. Der Neo-Noir-Film mit Shea Whigham und Carrie Coon in den Hauptrollen feierte Anfang Juni 2024 beim Tribeca Film Festival seine Premiere und kam Anfang Dezember 2024 in die US-Kinos.

## Handlung
Der Ex-Sträfling Don ist aus dem Gefängnis freigekommen. Er hat dort eine lange Haftstrafe verbüßt, weil er in eine Reihe von Versicherungsbetrügereien verwickelt war. Don hat das Gefühl, dass ihm der Gangsterboss Armen Geld schuldet, schließlich saß er für ihn im Gefängnis. Der lebt in einer riesigen McMansion in Glendale in den Hollywood Hills. Armen bittet ihn jedoch um eine kleine Gegenleistung. Don soll seine Partnerin Phyllis töten.
Der sanftmütige Don ist jedoch kein Killer, bringt es nicht fertig, sie zu töten und freundet sich stattdessen mit Phyllis an. Gemeinsam machen sich die beiden auf einen Roadtrip.

## Produktion

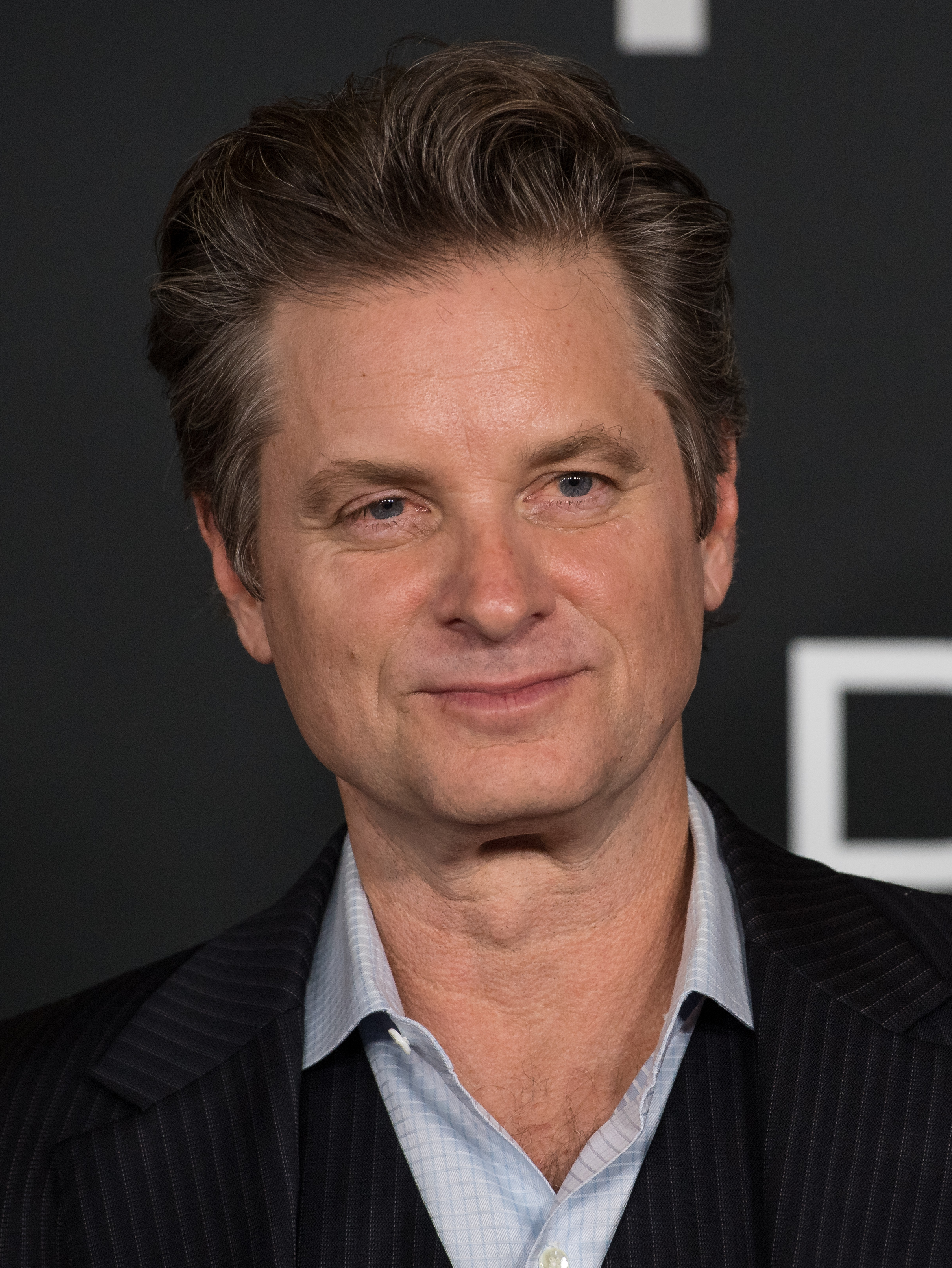
Shea Whigham spielt den Ex-Sträfling Don

Regie führte Jeffrey Reiner, der auch das Drehbuch schrieb. Er ist bekannt für Filme wie Die Sportskanonen, Men of War und Columbo: Die letzte Party und Serien wie Fargo und Homeland.
Shea Whigham spielt den Ex-Sträfling Don und Glenn Fleshler den Gangsterboss Armen, für den er im Gefängnis saß. Carrie Coon spielt dessen frühere Geliebte Phyllis. Max Casella ist in der Rolle von Armens Leibwächter Harout zu sehen.
Die Filmmusik komponierte der Puerto-Ricaner René G. Boscio. Das Soundtrack-Album wurde am 13. Dezember 2024 als Download veröffentlicht.
Die Weltpremiere des Films fand am 9. Juni 2024 beim Tribeca Film Festival statt, wo er in der Sektion Spotlight Narrative gezeigt wurde. Ende Oktober 2024 wurde er beim Austin Film Festival vorgestellt. Am 6. Dezember 2024 kam Lake George in ausgewählte US-Kinos und wurde dort am gleichen Tag als Video-on-Demand veröffentlicht.

## Rezeption
Der Film konnte 96 Prozent der bei Rotten Tomatoes aufgeführten Kritiker überzeugen.